# Desmodium caripense
Desmodium caripense är en ärtväxtart som beskrevs av George Don jr. Desmodium caripense ingår i släktet Desmodium och familjen ärtväxter. Inga underarter finns listade i Catalogue of Life.